# ثلاثية نيويورك (رواية)
ثلاثية نيويورك هي سلسلة روايات للكاتب الأمريكي بول أوستر . نُشرت الرواية في الأصل على التوالي تحت عناوين مدينة الزجاج (1985)، والأشباح (1986)، والغرفة المغلقة (1986)، وتم جمعها منذ ذلك الحين في مجلد واحد. الثلاثية هي تفسير ما بعد الحداثة لأدب المباحث والغموض ، وتستكشف موضوعات فلسفية مختلفة.
تضم الثلاثية روايات "مدينة الزجاج" و"الأشباح" و"الغرفة المغلقة"، التي نُشرت في منتصف ثمانينيات القرن الفائت، وشكّلت معًا عملًا روائيًا فريدًا ومميزًا صعد ببول أوستر إلى صدارة المشهد الأدبي بالولايات المتحدة في تلك الحقبة.
تدور أحداث الثلاثية مدار الغموض، وتحضر في السياق الصدفة والأدب والبحث والجنون بالإضافة إلى الخيال، الذي لا يتوقف أوستر عن التنقل بينه وبين الواقع في عملية معقدة لكنها في الوقت نفسه تبدو أشبه بلعبة. رغم ذلك، لا تبتعد الرواية كثيرًا عن النمط الكلاسيكي الحاضر في أماكن وتفاصيل ومواقع عدة.